# Serie B 1942/1943
Soutěžní ročník Serie B 1942/1943 byl 14. ročník druhé nejvyšší italské fotbalové ligy. Konal se od 3. října 1942 do 6. června 1943. Soutěž skončila vítězstvím Modeny, která se po roce vrátila do nejvyšší ligy. Druhým postupujícím byla Brescia, která se do nejvyšší ligy vrátila po 7 letech.
Nejlepší střelci se staly dva italští hráči Giovanni Costanzo (Spezia) a Luigi Gallanti (Fanfulla), oba vstřelily 22 branek.

## Události
Sezona začínala změnou pravidel v tabulce. Již nerozhodovalo pravidlo brankového koeficientu, ale začalo platit skóre. Klub Palermo - Juventina byl během sezony vyřazen, kvůli válečných bojů na Sicílii. Sezonu ovládla Modena, která se vrátila po roce zpět do nejvyšší ligy. Druhé postupující místo si vybojovali fotbalisté Brescie, kteří se po 7 letech vrátili do nejvyšší ligy.
Sestupující klub z nejvyšší ligy Bari se po jedné odehrané sezoně opět vrátilo zpět, když vyhrálo celou soutěž. Druhým postupujícím se stala Vicenza, která měla o 2 body méně než vítěz a o jeden bod více než třetí Pescara, která byla nováčkem soutěže.
Sestup do 3. ligy znamenal pro kluby: Udinese, Novara a Savona. 
Následující sezona se kvůli válečném konfliktu v Itálii se neuskutečnil a FIGC se rozhodla že nová sezona se rozjede až po válce.

## Účastníci
| Klub               | Město         | Stadion                | Trenér                                          | Minulá sezona                                      |
| ------------------ | ------------- | ---------------------- | ----------------------------------------------- | -------------------------------------------------- |
| Alessandria        | Alessandria   | Campo del Littorio     | Adolfo Baloncieri                               | 10. místo v Serii B                                |
| Anconitana-Bianchi | Ancona        | Campo del Littorio     | Enrico Migliavacca                              | 2. místo ve finálové skupině B ve 3. lize (postup) |
| Brescia            | Brescia       | Stadium di viale Piave | József Bánás                                    | 5. místo v Serii B                                 |
| Cremonese          | Cremona       | Stadio Giovanni Zini   | Luigi Miconi                                    | 1. místo ve finálové skupině A ve 3. lize (postup) |
| Fanfulla           | Lodi          | Stadio Dossenina       | Federico Munerati                               | 12. místo Serii B                                  |
| Modena             | Modena        | Stadio Cesare Marzari  | Giuseppe Girani                                 | 16. místo v Serii A (sestup)                       |
| Neapol             | Neapol        | Stadio XXVIII Ottobre  | Antonio Vojak (1.–16. kolo) Paulo Innocenti     | 15. místo v Serii A (sestup)                       |
| Novara             | Novara        | Stadio del Littorio    | Árpád Hajós                                     | 8. místo v Serii B                                 |
| Padova             | Padova        | Stadio Silvio Appiani  | Italo Zamberletti                               | 4. místo v Serii B                                 |
| Palermo-Juventina  | Palermo       | Stadio Michele Marrone | Renato Nigiotti (1.–?. kolo) Beppe Cutrera      | 1. místo ve finálové skupině A ve 3. lize (postup) |
| Pescara            | Pescara       | Campo Rampigna         | Luigi Ferrero                                   | 3. místo v Serii B                                 |
| Pisa               | Pisa          | Campo del Littorio     | József Ging                                     | 7. místo v Serii B                                 |
| Pro Patria         | Busto Arsizio | Stadio Bruno Mussolini | Carlo Rigotti                                   | 11. místo v Serii B                                |
| Savona             | Savona        | Campo di Corso Ricci   | Rinaldo Roggero                                 | 14. místo v Serii B                                |
| Siena              | Siena         | Stadio Rino Daus       | Alberto Macchi                                  | 13. místo v Serii B                                |
| Spezia             | La Spezia     | Stadio Alberto Picco   | Giuseppe Rossetti (1.–?. kolo) Ottavio Barbieri | 6. místo v Serii B                                 |
| Udinese            | Udine         | Stadio Moretti         | Ferenc Molnár                                   | 9. místo v Serii B                                 |

## Tabulka
| Poř. | Tým                | Z  | V  | R  | P  | VG | OG | B  |
| ---- | ------------------ | -- | -- | -- | -- | -- | -- | -- |
| 1.   | Modena             | 32 | 19 | 7  | 6  | 65 | 31 | 45 |
| 2.   | Brescia            | 32 | 18 | 7  | 7  | 53 | 30 | 43 |
| 3.   | Neapol             | 32 | 16 | 9  | 7  | 46 | 27 | 41 |
| 4.   | Pro Patria         | 32 | 13 | 11 | 8  | 39 | 25 | 37 |
| 5.   | Pisa               | 32 | 15 | 7  | 10 | 45 | 37 | 37 |
| 6.   | Spezia             | 32 | 12 | 11 | 9  | 55 | 34 | 35 |
| 7.   | Cremonese          | 32 | 13 | 6  | 13 | 38 | 39 | 32 |
| 8.   | Fanfulla           | 32 | 12 | 7  | 13 | 60 | 46 | 31 |
| 9.   | Pescara            | 32 | 11 | 9  | 12 | 44 | 50 | 31 |
| 10.  | Padova             | 32 | 12 | 6  | 14 | 48 | 42 | 30 |
| 11.  | Anconitana-Bianchi | 32 | 12 | 6  | 14 | 45 | 58 | 30 |
| 12.  | Alessandria        | 32 | 11 | 6  | 15 | 37 | 55 | 28 |
| 13.  | MATER              | 32 | 9  | 10 | 13 | 40 | 66 | 28 |
| 14.  | Siena              | 32 | 13 | 1  | 18 | 49 | 68 | 27 |
| 15.  | Udinese            | 32 | 10 | 6  | 16 | 50 | 53 | 26 |
| 16.  | Novara             | 32 | 9  | 7  | 16 | 25 | 40 | 25 |
| 17.  | Savona             | 32 | 7  | 4  | 21 | 26 | 74 | 18 |
| 18.  | Palermo-Juventina  | -  | -  | -  | -  | -  | -  | 0* |

Poznámky
- Z = Odehrané zápasy; V = Vítězství; R = Remízy; P = Prohry; VG = Vstřelené góly; OG = Obdržené góly; B = Body
- za výhru 2 body, za remízu 1 bod, za prohru 0 bodů.
- při rovnosti bodů se rozhodovalo skóre.
- klub Palermo-Juventina byl po 29. kole vyloučen ze soutěže a všeschny jeho výsledky byly anulovány.

|  | Postup do Serie A |
|  | Sestup do Serie C |